# Xaparda
Xaparda (pot aparèixer també com a Shaparda o Šaparda) fou un districte de la província assíria de Kharkha. Podria estar situat a la zona de Bijar-Šarīfābād-Zanǰān.
El 716 aC la governava un Daiku que podria ser Daiaukku (Deioces de Mèdia) tot i que la identificació és precària; va pagar tribut a Sargon II i fou agregat a la província de Kharkha. És possible que el 716 s'hi haguessin establert desplaçats jueus, i que d'aquest nom derivi Sefarad. La regió de Kharkhar estava revoltada poc després del 716 (la revolta va durar uns 4 anys) i sembla que Shaparda i altres territoris que li havien estat agregats (per exemple Bit Sangi o Sangibutu) es van independitzar. El 714 aC apareix com sobirà local Dari, que hauria succeït a Daiku i curiosament per la mateixa data Daiaukku (Deioces de Mèdia) fou deportat a Hamath, el que reforça la identificació però les dubtes segueixen; aquest Dari va pagar tribut.
Vers el 670 aC Kaixtariti, rei dels cassites (Bit-Kasxi o Bit Kassi, una regió muntanyosa al Kabir-Kuh, va atacar les ciutats de Karibti i Ušiši i es va aliar al cap mede Mamitiaršu i a Dušanni de Shaparda per saquejar les ciutats de Kilman i Sandu.